# Lysering
Lysering (Grekiska: λύσις, lysis från lyein; att separera) är en medicinsk term som avser en cells död genom att dess membran upplöses eller faller samman. En cell kan exempelvis lyseras i naturlig miljö till följd av virusangrepp, membrannedbrytande enzymer (så kallade lysozymer), eller för högt respektive för lågt intracellulärt tryck till följd av osmos.

## Lysering i kontrollerad miljö
Cellysering används i kontrollerade miljöer för att kunna studera de olika organeller, proteiner, nukleinsyror och andra makromolekyler som återfinns i cellen. Man vill tillämpa en så precis lyseringsmetod som möjligt där man kontrollerar temperatur, tryck och andra faktorer som på olika sätt kan orsaka denaturering av proteiner, nedbrytning eller förstörelse av cellens organeller.
När man studerar cellers innandöme är det viktigt att vara medveten om att mycket av cellinnehållet är beroende av den homoestas som cellen i levande tillstånd uppehåller. Om man under lyseringen rubbar denna homoestas är det i vissa fall inte möjligt att observera cellens innandöme så som det förhåller sig i cellen.

## Lyseringsmetoder
Lysering av celler kan ske på såväl fysisk som kemisk väg. Historisk sett har man i första hand använt sig av fysiska metoder, men dessa har en del grundläggande nackdelar i jämförelse med kemiska metoder. Flera av de fysiska metoder som finns är baserade på tryck och ger därför upphov till temperaturökningar vilket kan få proteiner att denaturera. Vid tillämpning av dessa metoder lyseras dessutom cellerna vid olika tidpunkter vilket leder till att viskositeten av lösningen i vilken cellerna förvaras förändras under processens gång. Exponerade cellulära komponenter blir även offer för direkt fysisk påfrestning vilket kan leda till att de skadas eller förstörs.
Genom empiriskt testande har man kunnat utveckla medel innehållande specifika typer av lösningsmedel, buffertar, salter och reduceringsmedel av olika koncentrationer vilka löser upp eller delvis löser upp cellmembranet för olika organismer och celltyper.

### Homogenisering
Homogenisering av en lösning med celler i fungerar i princip likadant som homogenisering av mjölk; stora partiklar delas upp i mindre partiklar och lösningen blir mer homogen. Detta åstadkoms genom att cellerna i lösningen under högt tryck tvingas genom en mycket smal springa, när cellen passerar den smala springan slits dess membran av och innandömet exponeras.

### Lysering med ljudvågor
Vid lysering med ljudvågor skickar man pulser av högfrekvent ljud ner i en stav vilken är nedsänkt i en lösning med celler. Den kinetiska energin från staven ger upphov till små mikroskopiska ångbubblor i lösningen vilka genast imploderar efter sin uppkomst. Detta ger i sin tur upphov till tryckvågor som färdas genom lösningen och påfrestar cellernas membran tills de brister. Denna process ger upphov till hög värme, därför tillförs pulserna i korta salvor under en längre tid, och lösningen kyls kontinuerligt.

### Frysning och återupptining
Denna metod går ut på att upprepade gånger frysa ner och sedan tina upp en lösning med celler i. Kristallerna som bildas i cellerna under frysningen får membranen att tänjas och slutligen spricka. För att få en fullständig lysering av samtliga celler i lösningen krävs att man upprepar processen ett antal gånger.

### Lysering till följd av osmos
Lysering till följ av att vatten har diffunderat in i cellen kallas för cytolysering. Lysering till följd av att vatten har diffunderat ut ur cellen kallas plasmolysering. När detta sker i en torr miljö lyserar cellen inte av något yttre tryck, utan från att den utan vatten inte kan upprätthålla sina vitala funktioner.